# Alejandro Martínez Sánchez
Alejandro Martínez Sánchez (Sevilla, 12 de agosto de 1990), más conocido como Álex Martínez, es un futbolista español que juega de defensa en el Marbella F. C. de la Primera Federación.

## Trayectoria
Nació en Sevilla y formó parte de la cantera del Real Betis, desde su época de juveniles. En la temporada 2009 pasó a formar parte de la plantilla del Betis B, con el que disputó 58 partidos.
Debutó con el primer equipo del Real Betis en la temporada 2010-11, en un partido de la Segunda División de España, contra el C. D. Tenerife, en una victoria decisiva (3-1) para el retorno del Betis esa temporada a la Primera División de España. En la temporada 2011/12, estuvo alternando entre el primer equipo y el Betis B. A partir de la temporada 2012 se convirtió en futbolista del primer equipo, jugando un total de 16 partidos de primera división en las dos temporadas.
En agosto de 2013, tras renovar su contrato con el Real Betis hasta 2017, fue cedido al Real Murcia.[cita requerida]
Tras una temporada en Murcia en la que el equipo pimentonero se clasificó para los play-off de ascenso a primera división y con la llegada del técnico del Murcia, Julio Velázquez al banquillo del Real Betis Balompié, regresó a casa con más experiencia y con más confianza en sí mismo.
En 2017 firmó por el Granada C. F. con el que logró ascender a la Primera División, logrando así la cifra de tres ascensos a la máxima categoría en su palmarés. En el cuadro granadino disputó dos temporadas.[cita requerida]
Tras una temporada sin competir, el 31 de enero de 2021 firmó por el Hércules C. F. Posteriormente jugó en el C. D. Eldense, con el que ascendió a Segunda División en la temporada 2022-23, y en julio de 2024 fichó por el Atlético Sanluqueño C. F. Al año siguiente se unió al Marbella F. C.

## Clubes
| Club                       | País   | Año       |
| -------------------------- | ------ | --------- |
| Real Betis Balompié "C"    | España | 2009-2010 |
| Real Betis Balompié "B"    | España | 2010-2012 |
| Real Betis Balompié        | España | 2012-2017 |
| Real Murcia C. F. (cedido) | España | 2013-2014 |
| Elche C. F. (cedido)       | España | 2015-2016 |
| Granada C. F.              | España | 2017-2020 |
| Hércules C. F.             | España | 2021-2022 |
| C. D. Eldense              | España | 2022-2024 |
| Atlético Sanluqueño C. F.  | España | 2024-2025 |
| Marbella F. C.             | España | 2025-     |